# Sven von Ungern-Sternberg

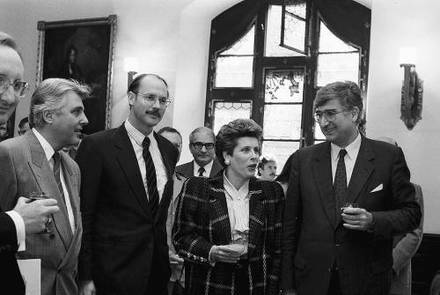
Empfang der Straßburger Bürgermeisterin Catherine Trautmann mit Rolf Böhme (rechts) und Sven von Ungern-Sternberg (3. v. l.), Freiburg 1989

Sven Rüdiger Freiherr von Ungern-Sternberg, Reichsfreiherr zu Pürkel (* 7. Februar 1942 in Berlin) ist ein deutscher Verwaltungsjurist, CDU-Politiker und ehemaliger Regierungspräsident des Regierungsbezirks Freiburg.

## Leben und Beruf
Sven von Ungern-Sternberg, der der Adelsfamilie Ungern-Sternberg entstammt, ist Diplomvolkswirt und wurde 1973 an der Universität Freiburg promoviert. Nach Abschluss des Studiums trat er in den Landesdienst von Baden-Württemberg ein, wo er zunächst Sozial- und Verkehrsdezernent am Landratsamt Emmendingen war. 1978 wurde er zum Baubürgermeister der Stadt Freiburg im Breisgau gewählt. Er bekleidete dieses Amt für 20 Jahre und prägte die Stadtentwicklung in dieser Zeit. Er war in dieser Zeit auch Vorsitzender des Regionalverbands Südlicher Oberrhein. Von 1983 bis 1998 war er als Nachfolger von Gerhard Graf auch Erster Bürgermeister und Stellvertreter des Oberbürgermeisters von Freiburg. In diesem Amt folgte ihm Hansjörg Seeh nach.
Ende 1998 wurde er vom baden-württembergischen Ministerpräsidenten Erwin Teufel zum Regierungspräsidenten für den Regierungsbezirk Freiburg ernannt. In seiner Amtszeit setzte er unter anderem Schwerpunkte im Straßenbau und in der grenzüberschreitenden Zusammenarbeit für die Trinationale Metropolregion Oberrhein. Von Ungern-Sternberg war u. a. von 2001 bis zu dessen Auflösung Ende 2003 Mitglied im Beirat der Unique (Flughafen Zürich AG).
In seine Amtszeit fiel die Verwaltungsstrukturreform in Baden-Württemberg, durch die die vormals selbständigen Behörden Polizeipräsidium, Oberschulamt, Landesamt für Geologie und Bergbau sowie Forstdirektion in die Regierungspräsidien integriert wurden. Seine Amtszeit wurde über die Altersgrenze hinaus bis 2007 verlängert. Zu seinem Nachfolger wurde Julian Würtenberger ernannt.

## Parteipolitische Tätigkeit
Von Ungern-Sternberg ist Mitglied der CDU. Er war Vorsitzender der Jungen Union Freiburg und wurde 1971 Stadtrat. 1973 wurde er Fraktionsvorsitzender der CDU im Gemeinderat. Bei der Freiburger Oberbürgermeisterwahl unterlag er am 17. Oktober 1982 in der Stichwahl knapp gegen den SPD-Kandidaten Rolf Böhme.

## Mitgliedschaften und Funktionen
- Vorsitzender des Landesvereins Badische Heimat seit 2006
- Vorsitzender des Freiburger Münsterbauvereins 2006–2020[2]
- Vorsitzender des Bezirksverbandes Südbaden-Südwürttemberg im Volksbund Deutsche Kriegsgräberfürsorge e. V. seit 2007
- Präsident des Euroinstituts in Kehl seit 2007

## Ehrungen
- 1998: Bundesverdienstkreuz am Bande
- 2008: Komtur des Päpstlichen Ritterordens des heiligen Gregors des Großen[3]
- 2008: Verdienstmedaille des Landes Baden-Württemberg
- 2013: Ehrensenator der Hochschule Kehl

## Schriften
- Sven von Ungern-Sternberg: Die schottische Strafgerichtsverfassung in Vergangenheit und Gegenwart. Universität Freiburg, Rechts- und Staatswissenschaftliche Fakultät (Dissertation), Freiburg (Breisgau) 1973, DNB 740965123.
- Sven von Ungern-Sternberg & Kurt Hochstuhl (Hrsg.): 100 Jahre für Baden : Chronik des Landesvereins Badische Heimat 1909 - 2009 (= Schriftenreihe der Badischen Heimat. Band 1). Braun, Karlsruhe 2009, DNB 99851294X.
- Sven von Ungern-Sternberg (Hrsg.): Naturschutz in Baden: Geschichte - Probleme - Perspektiven (= Schriftenreihe der Badischen Heimat. Band 8). Rombach Verlag, Freiburg 2015, ISBN 978-3-7930-5137-4.